# Amphicnemis ecornuta
Amphicnemis ecornuta är en trollsländeart som beskrevs av Selys 1889. Amphicnemis ecornuta ingår i släktet Amphicnemis och familjen dammflicksländor. Inga underarter finns listade i Catalogue of Life.